# 布赖恩·马尔罗尼
PC CC GOQ（1939年3月20日—2024年2月29日）是一名加拿大律師、商人和政治家，他在1984年至1993年擔任加拿大第18任總理、1983年至1993年擔任加拿大進步保守黨黨魁和下議院議員。
歷史學家諾曼·希爾默在1999年的《加拿大總理排名》中將穆爾羅尼列為第八名。2006年，他參與推動了加拿大-美國酸雨條約，加拿大新建了八個國家公園。

## 簡歷
穆爾羅尼出身于魁北克省贝科莫一个爱尔兰裔家庭，青年时期曾就读于圣弗朗西斯·泽维尔大学。在那里他参加了保守党，并与当时的保守党领袖约翰·迪芬贝克建立了联系。大学毕业后，马尔罗尼进入魁北克城的拉瓦尔大学法学院，被迫重操法语，因而熟练掌握了加拿大的两种主要语言。他曾任魁北克北岸与拉布拉多铁路公司董事和总经理、联合省保险公司董事，并在加拿大帝国商业银行、汉纳煤炭公司、标准广播公司等企业任职。1965年马尔罗尼成为蒙特利尔市一位颇负盛名的律师。1973年他同比他小13岁，出身于南斯拉夫移民家庭的米拉结婚，婚后生育了3个子女。
1977年后，马尔罗尼历任加拿大铁矿公司总裁、董事兼总经理，加拿大帝国商业银行及其他12家公司董事等职。

## 總理（1984–1993）

### 第一任期（1984–1988）
1983年馬爾羅尼復出從政，並當選為進步保守黨新領袖，並通過補缺入選眾議院。
在1984年9月的大選中，進步保守黨獲得211個議會席位，達到加拿大國會歷史上的空前絕對多數，取得超過三分之二的席次，自由黨議席大減至40席，結束自由黨長達二十年的執政。这是加拿大历史上席位数第一高、席位比例第二高（74.8%）的多数政府，席位比例仅次于1958年的迪芬贝克政府（78.5%）。这也是加拿大最后一次有单一政党获得过半数得票的选举、最后一次单一政党赢得所有省份半数以上议席的选举。
马尔罗尼在本次选举中组建的西部社会保守派、东部温和保守派、魁北克民族主义者和财政保守主义者的“大联盟”让他成功夺魁。1984年9月17日，45歲的馬爾羅尼成為加拿大第18任總理。新的保守黨政府強調民族和解，承認魁北克省的特殊性，於1987年6月與10省政府達成有關承認魁北克省特殊社會地位的米奇湖修憲協議 。 

#### 外交
馬爾羅尼的政府反對南非的種族隔離政權，在他任職期間會見了該政權的許多反對派領導人。他的立場使他與美國和英國政府背道而馳。
馬爾羅尼政府在干預尼加拉瓜的立場上與美國政府不同，儘管馬爾羅尼與美國總統雷根保持了緊密的關係。

#### 自由貿易
1988年1月2日馬爾羅尼總理和羅納德·雷根總統分別簽署加、美自由貿易協定。根據該條約，兩國間的所有關稅到1998年將被取消。馬爾羅尼支持北美自由貿易協議。

### 第二任期（1988-1993）
1988年10月1日马尔罗尼宣布解散议会。11月21日加拿大举行第三十四届联邦大选，马尔罗尼成功连任总理，但保守黨總席次下降至169席。

## 辞职
1990年6月米奇湖修宪协议因未能在规定的3年内获得全部10省议会的批准而宣告夭折。魁北克省法裔的独立情绪随之再度高涨。马尔罗尼与10省2地区和土著人代表经过马拉松式的艰苦谈判，终于在1992年8月达成一项新的修宪协议。为保证该协议在联邦和各省议会顺利通过，马尔罗尼决定以全国公民投票方式对该决议进行表决，结果因55％的选民投票反对而遭否决。这是继1990年米奇湖协议夭折后，马尔罗尼政府在修宪问题上再次受挫。
随后的民意测验结果表明，马尔罗尼的选民支持率降至12％，远远落在自由党领袖的后面，保守党的选民支持率也只有19％。为使保守党在1993年秋天的大选中获胜，马尔罗尼于1993年2月宣布辞职。6月，加拿大国防部长金·坎贝尔在执政的保守党领袖选举的第二轮投票中获胜，当选为该党的新领袖，并接替前领袖马尔罗尼出任政府总理，成为加拿大第一位担当此任的女性。9月8日，坎贝尔宣布解散國會，定于10月25日举行联邦大选。由於坎贝尔無法亦沒有足夠時間輓回民望，选举结果進步保守黨遭到史上最大的敗績，自由党大获全胜。

## 政治之後
2007年12月13日，马尔罗尼承认曾于1994年从军火商人施赖伯手里接受22.5万加元现金，这笔钱款是施赖伯请他为德国一家军工企业生产的轻型装甲车做销售游说的酬劳，不是施赖伯所说的帮助这家企业在加拿大设立分厂而得的回扣。
2023年4月，有報告指出马尔罗尼在接受攝護腺癌治療後正在康復。2024年2月29日，马尔罗尼因在鎮上的家中摔倒引發的併發症，在佛羅里達州棕櫚灘的一家醫院去世。

## 參考

马尔罗尼的纹章

## 荣誉

### 加拿大勋章奖章
- 加拿大同袍勋章（1998年5月6日[7]）
- 魁北克大军官勋章（法语：Ordre national du Québec）（魁北克省，2002年[8]）
- 伊丽莎白二世女王登基50周年纪念章（英语：Queen Elizabeth II Golden Jubilee Medal）（2002年[9]）
- 伊丽莎白二世女王登基60周年纪念章（英语：Queen Elizabeth II Golden Jubilee Medal）（2012年[10]）

### 外国勋章奖章
- 旭日大绶章（日本，2011年11月3日公布[11]）
- 荣誉军团指挥官勋章（法国，2016年[12]）